# 1428年
| 千纪： | 2千纪 |
| 世纪： | 14世纪 \| 15世纪 \| 16世纪                                                                                 |
| 年代： | 1390年代 \| 1400年代 \| 1410年代 \| 1420年代 \| 1430年代 \| 1440年代 \| 1450年代                           |
| 年份： | 1423年 \| 1424年 \| 1425年 \| 1426年 \| 1427年 \| 1428年 \| 1429年 \| 1430年 \| 1431年 \| 1432年 \| 1433年 |
| 纪年： | 戊申年（猴年）；明宣德三年；陳暠天慶三年；越南順天元年；日本應永三十五年，正長元年                         |

## 大事记
- 明朝
  - 明宣宗出擊兀良哈之戰，兀良哈率部萬餘人攻掠大寧、會州，正在巡視邊地的明宣宗親率鐵騎3000人與戰，兀良哈部死傷甚眾，遂率部投降。
- 越南
  - 黎利於昇龍擊退明朝軍隊，建立後黎朝，結束中國明朝在越南二十年的統治，越南重新獨立。
- 歐洲
  - 巴伐利亞與荷蘭接受腓利三世的統治。
  - 10月12日——奧爾良之圍開始。
- 日本
  - 室町幕府第四代征夷大將軍足利義持同母弟足利義教繼位為第六代征夷大將軍。

## 出生
- 陈献章，明代著名思想家（1500年逝世）
- 明代宗，明朝第七位皇帝（1457年逝世）
- 万贞儿，明宪宗宠妃（1487年逝世）